# Chasm City
Chasm City ist ein Science-Fiction-Roman von Alastair Reynolds in der Tradition der Space Opera. Er erschien 2001 in den USA und wurde in Deutschland 2003 erstmals im Heyne-Verlag verlegt. Das Buch ist Teil des lose zusammenhängenden Revelation-Space-Zyklus.

## Zusammenfassung
Chasm City handelt von dem Berufskiller Tanner Mirabel, der auf der Jagd nach dem Mörder seines Arbeitgebers Cahuella und dessen Frau ist. Dafür verlässt er seine sich ständig im Bürgerkrieg befindliche Heimatwelt Sky’s Edge, die um den Stern 61 Cygni-A kreist, und reist nach Chasm City, der Hauptstadt des Planeten Yellowstone, der um den Stern Epsilon Eridani kreist.
Dort angekommen erwarten ihn einige Überraschungen. Erst muss er erfahren, dass das einst blühende System von Yellowstone der Schmelzseuche zum Opfer gefallen ist, einer Art Virus, der Nanotechnologie befällt und mutiert. Aus dem einstigen Glitzerband aus Habitaten, das um den Planeten kreiste, ist nun ein armseliger Rostgürtel geworden.
Doch als ob das nicht schon genug wäre, beginnen sich auch noch seine Erinnerungen zu verändern. Offenbar hervorgerufen durch ein Indoktrinationsvirus manifestiert sich der verbrecherische und skrupellose Gründungsvater seiner Heimatwelt, Sky Haussmann, in seinem Kopf. Durch die widrigen Umstände des Jagens und des Gejagtwerdens wird sein geistiger Zustand immer instabiler und seine Reise immer mehr zu einem Verwirrspiel in einem Ausmaß, wie man es bisher nur von Philip K. Dick kannte, und führt zu einem überraschenden Höhepunkt.

## Inhalt
Der Roman beinhaltet drei Handlungsstränge, die parallel erzählt werden. Obwohl räumlich und zeitlich getrennt, führen diese Handlungsstränge am Ende doch zusammen.
Santiago
Das Raumschiff Santiago ist Teil einer Flotte von Generationsschiffen, mit denen eine fremde Welt von den Menschen besiedelt werden soll. Die Schiffe erreichen 8 % Lichtgeschwindigkeit und sind ca. 150 Jahre unterwegs, um die Zielwelt Journey’s End zu erreichen. Während die Passagiere – Momios genannt – die Reise im Kälteschlaf verbringen, ist die Besatzung wach und lebt über mehrere Generationen auf dem Schiff. Nachdem die Islamabad, eines der fünf Schiffe, durch eine Explosion des Antimaterie-Treibstoffs zerstört wird, ist das Verhältnis zwischen den Besatzungen der fünf Schiffe abgekühlt und misstrauisch.
Schuyler-Sky-Haussmann ist Sohn des Sicherheitschefs Titus auf der Santiago, seine Mutter starb bei der Explosion der Islamabad. Als sein Vater nach einem Attentat im Sterben liegt, gesteht er Sky, dass die Momios durch genetische Behandlung nahezu unsterblich sind und Sky nicht sein echter Sohn, sondern ein aufgetauter Passagier und damit auch unsterblich ist. Von nun an versucht Sky, die Macht im Schiff an sich zu reißen, indem er Intrigen spinnt und auch vor Mord nicht zurückschreckt.
Als Sky dem Gerücht über ein sechstes – abseits der Flotte fliegendes – Schiff nachgeht, entdeckt er ein organisches Gebilde, das äußerlich die Form der anderen Raumschiffe kopiert hat. Bewohnt wird dieser All-Bau von einer 30 m langen Made, die schon seit tausenden Jahren lebt und mit ihren Hilfsmaden über die Absonderung einer roten Flüssigkeit kommuniziert. Sie erzählt Sky von der Geschichte ihres Volkes, das schon lange auf der Flucht vor den Maschinenwesen ist, die in den anderen Romanen des Revelation-Zyklus eine zentrale Rolle spielen. Sky, der als erster Mensch in Kontakt mit einer außerirdischen intelligenten Lebensform getreten ist, ekelt sich so sehr vor der Made und ihrer Einsamkeit, dass er sie und ihr Schiff aus Hass zerstört.
Skys Ziel ist es, mit der Santiago als erstes Schiff den Zielplaneten zu erreichen. Er verringert das Gewicht des Schiffes, indem er tote – aber auch lebende – Passagiere und ihre Kühlsysteme von Bord werfen lässt. Dadurch kann die Santiago stärker abbremsen und  später mit dem Bremsvorgang beginnen, um ihr Ziel zu erreichen. Nach der Landung zunächst als Held gefeiert, fällt er bald in Ungnade und lässt sich in Kälteschlaf versetzen.
Sky’s Edge
Ca. 200 Jahre nach der Landung der Generationenschiffe herrscht auf dem Planeten permanenter Bürgerkrieg, der seinen Ursprung in der Feindschaft der verschiedenen Raumschiffe und vor allem Skys Skrupellosigkeit hat. Unter dem Namen Cahuella treibt Sky nach seinem Kälteschlaf Handel mit illegalen Waffen. Er und seine Partnerin Gitta, die wahrscheinlich als einzige seine Vergangenheit kennt, werden vom Leibwächter Tanner Mirabel vor den Racheakten hintergangener Geschäftspartner und Konkurrenten geschützt. Vor allem Argent Reivich, dessen Familie mit den Waffen Cahuellas ermordet wurde, trachtet ihm nach dem Leben.
Bei einer Auseinandersetzung wird Gitta von einem Soldaten Reivichs als Geisel genommen. Tanner versucht einen Befreiungsschuss, tötet aber Gitta und verletzt Cahuella schwer. Aus Rache lässt Cahuella Tanner zu Tode foltern. Zuvor lässt er jedoch noch Tanners Erinnerungen scannen. Diese lässt er von Ultras seinem eigenen Gehirn aufprägen, um mit zusätzlicher Unterstützung von genetischer Veränderung und plastischer Chirurgie getarnt als Tanner Mirabel den Planeten verlassen und Reivich verfolgen zu können, um sich an diesem zu rächen. Mit einem Lichtschiff folgt er Reivichs Spur zum Planeten Yellowstone.
Chasm City
In der Eisbettlerstation, einer karitativen Einrichtung für arme Langzeitraumreisende kommt Cahuella nun zu sich. Der Kälteschlaf hat alle seine Erinnerungen außer denen von Tanner Mirabel aufgeprägten verdrängt, so dass er sich tatsächlich für diesen hält. Auf der Suche nach Reivich landet er in der größten Stadt Yellowstones – Chasm City. Diese ist seit der Schmelzseuche in zwei Bereiche geteilt – den Mulch, der sich über den Boden und die ersten Stockwerke der Gebäude erstreckt und den Baldachin, der sich kilometerhoch zwischen den durch die Schmelzseuche deformierten Hochhäusern aufspannt. Der Mulch ähnelt einem Slum und wird von den Armen bewohnt. Im Baldachin wohnen die Reichen, Mächtigen und nahezu Unsterblichen. Gegen ihre Langeweile machen sie Jagd auf vereinzelte Mulchbewohner und nennen es das Große Spiel. Zufällig wird Cahuella ihr nächstes Opfer, kann aber von Zebra gerettet werden.
Neben der Jagd auf Reivich begibt dieser sich nun auch auf die Suche nach den Ursprüngen der Modedroge Traumfeuer, die die Unsterblichkeit bewahrt und vor der Schmelzseuche schützt. Dabei gelangt er in die Tiefen der Stadt, wo Marco Ferris, der Gründer von Chasm City, vor Jahrhunderten eine mit ihrem Raumschiff auf der Flucht vor den Maschinenwesen abgestürzte Made fand und sie seitdem foltert, damit sie die rote Flüssigkeit absondert, die ihn unsterblich macht. Diese Flüssigkeit ist auch die Grundlage für Traumfeuer. Auch die Schmelzseuche stammt von der Made, die die Erreger womöglich schon seit Jahrtausenden mit sich trägt und die rote Flüssigkeit schon ebenso lange als Antigene verwendet.
Im Habitat Refugium trifft Cahuella endlich auf Reivich, aber auch auf den totgeglaubten Tanner. Reivich gibt vor, seine Seele mit dem Transmigration genannten Verfahren auf eine Computerarchitektur übertragen zu haben und damit unsterblich geworden zu sein. Im Showdown ersticht Tanner Reivich, wird dann aber von Cahuella durch einen Biss getötet. Sechs Jahre später ist Cahuella ein erfolgreicher Geschäftsmann geworden und wirbt eine Killerin für den Schatten genannten Nachfolger des Großen Spiels an. Dabei handelt es sich vermutlich um Ana Khouri, eine der zentralen Charaktere des Romans Unendlichkeit.

## Themen
Obwohl aus heutiger Sicht technisch fortgeschritten, sind alle drei Handlungsebenen dem Rückschritt unterworfen. Auf der Santiago ist die Technik auf dem Stand des Reisebeginns stehen geblieben und wird nur spärlich durch Informationen aus der Heimat erweitert. Vor allem die Feindschaft zwischen den Besatzungen behindert den Austausch von Erfahrungen, Medikamenten und Ersatzteilen, sodass Maschinen zunehmend ausfallen und Menschen an eigentlich behandelbaren Verletzungen sterben. Auf Sky’s Edge sind die industriellen Ressourcen hauptsächlich der Rüstung unterworfen und moderne Technik nur zu hohen Preisen von Ultra-Schiffen zu beziehen. Am stärksten ist dieser Rückschritt jedoch in Chasm City. Durch die Schmelzseuche ist die gesamte Nanotechnik zerstört und der Lebensstandard der früheren Belle Epoque kaum noch erahnbar.
Unsterblichkeit bzw. stark verlängertes Leben und deren Einfluss auf die persönliche Identität wird ebenso mehrfach thematisiert. Als Sky erfährt, dass er einer der gentechnisch unsterblichen Passagiere ist, sieht er sich in seinem Machtanspruch gegenüber der sterblichen Mannschaft bestätigt und entwickelt seinen Plan zur Kommandoübernahme. In Chasm City können die Bürger des Baldachins ihre früheren lebensverlängernden Maßnahmen durch das Traumfeuer annähernd ausgleichen. Viele dieser Bürger entwickeln jedoch das Bedürfnis, sich in Gefahr zu begeben, um sich durch den drohenden Tod immer wieder des Wertes des Lebens zu versichern. Durch die Begegnung mit sehr alten Individuen wie den Maden, Marco Ferris oder Sky Haussmann und ihren Erfahrungen aus vergangenen Epochen wirkt die Bedeutung einzelner Taten klein und unbedeutend. Das wird sogar für die Fähigkeit der Menschheit, zwischen den Sternensystemen zu reisen deutlich, als die Made von der Jahrmillionen andauernden Flucht vieler hochentwickelter Rassen vor den Maschinenwesen berichtet.
Der typische Kontrast zwischen Gut und Böse ist auch in diesem Roman ausgeprägt. Er wird jedoch differenziert betrachtet. Die persönlichen Motive für egoistisches und oft zerstörerisches Handeln werden auf traumatische Erfahrungen, Alternativlosigkeit oder gar Unwissenheit zurückgeführt. Der Konflikt zwischen Gut und Böse gipfelt in Tanner Mirabel, als er sich bewusst wird, dass er identisch mit den unmoralischen Personen Cahuella und Sky Haussmann ist.

## Kritiken
„Chasm City is a thick book which was designed to be thick. It is a book which is full of onions. In the end, it’s a joy.“

## Ausgaben
- Alastair Reynolds: Chasm City. Gollancz, London 2001, ISBN 0-575-06878-7 (englische Erstausgabe).
- Alastair Reynolds: Chasm City. Heyne, 2007, ISBN 978-3-453-52221-3.